# عبد الله بن عون الخراز
أبو محمد عبد الله بن عون بن عبد الملك بن يزيد الهلالي البغدادي، محدث من الثقات، كان يعد من الأبدال، ولد في خلافة المنصور، مات لخمسة أيام مضت من رمضان، سنة اثنتين وثلاثين ومائتين.

## روايته للحديث النبوي
- سمع من: مالك، وشريك بن عبد الله بن أبي نمر وويوسف بن يعقوب الماجشون، وإسماعيل بن جعفر، وإسماعيل بن عياش، وإبراهيم بن سعد، وعبد العزيز بن أبي حازم، وعباد بن عباد، وعبد الرحمن بن زيد وخلق.
- حدث عنه: مسلم في الصحيح، وأبو زرعة، وعباس الدوري، وابن أبي الدنيا، والمعمري، وموسى بن هارون، ومطين، وأبو بكر المروذي، وأبو يعلى الموصلي، والحسن بن سفيان، وعبدالله بن أحمد، وأبو القاسم البغوي، وخلق كثير.
- الجرح والتعديل: قال أبو القاسم البغوي من خيار عباد الله وكان من الأبدال. وقال أبو زرعة الرازي: ثقة. وقال أبو شعيب الحراني: من الثقات. وقال أحمد بن حنبل: ما به بأس، أعرفه قديما، وجعل يقول فيه خيرا. وقال ابن حجر العسقلاني: ثقة عابد. وقال الدارقطني: ثقة. وقال الذهبي: ثقة من الأبدال. وقال صالح بن محمد جزرة: ثقة مأمون ويقال من الأبدال. وقال عبد الله بن أحمد بن حنبل: من الثقات. وقال علي بن الجنيد الرازي: ثقة. وقال يحيى بن معين: صدوق، وقال مرة: ثقة.[3]